# 別府町 (松山市)

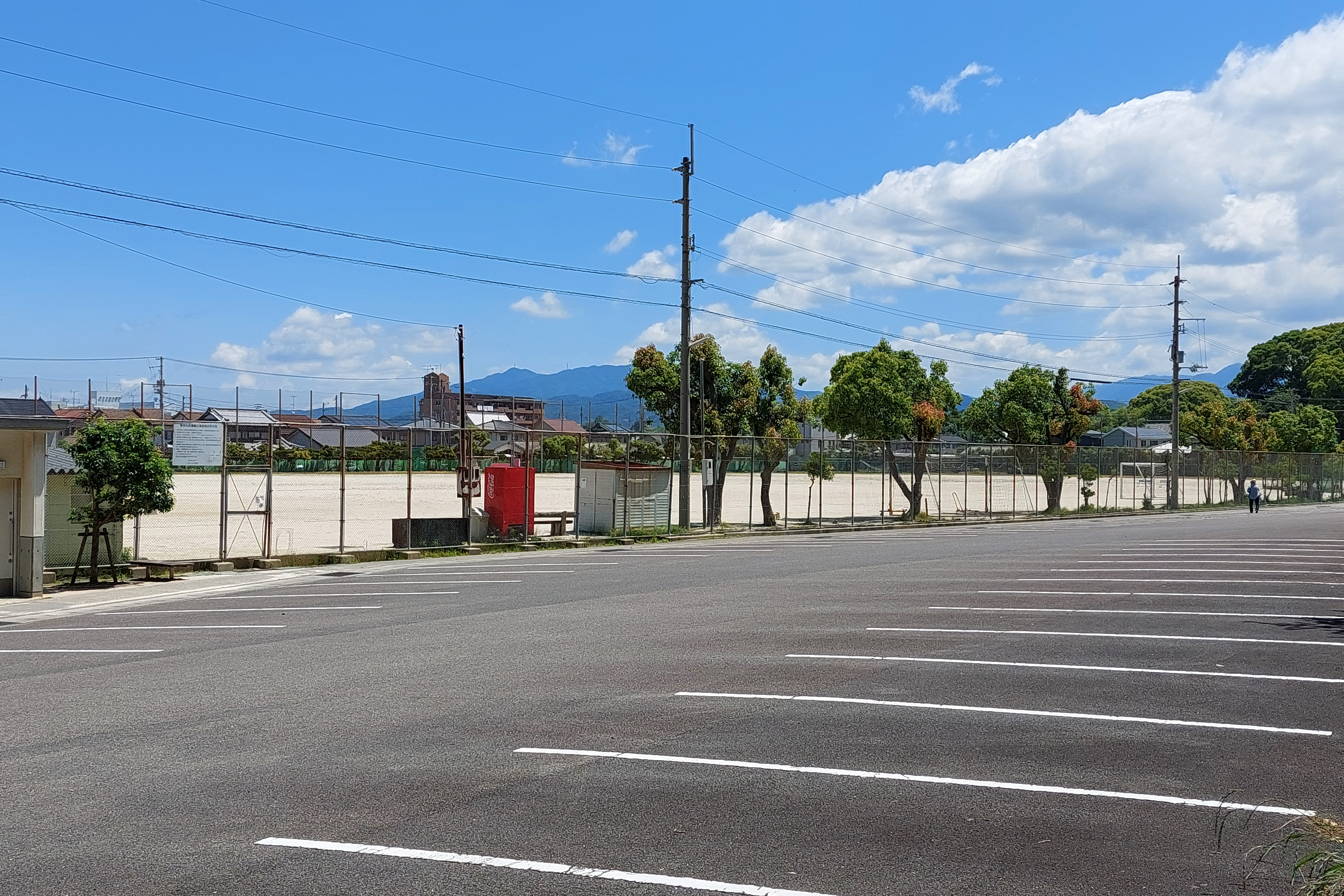
別府市民運動広場

別府町（べふちょう）は、松山市の町名である。郵便番号は791-8056。2014年2月1日現在、人口4,050人（男1,923人、女2,127人）、世帯数1,593世帯である。地名は、行基がこの地めぐり、長福寺（浄明院）を建立の際、この地を別府と称した事に由来する。

## 地理
松山平野の西部の平坦地に位置する。南西に岩子山が、東に御産所山の分離丘陵がある。

## 沿革
江戸時代から1889年（明治22年）まで、松山藩領で温泉郷に属する別府村であった。1889年、町村制施行により、味生村の大字となる。明治末年時点では、戸数77戸・人口488人であった。1940年からは松山市の大字となり、1942年大可賀町、別府町となった。1967年、一部が現行の大可賀町3丁目となった。1970年の時点において世帯数490世帯・人口1,880人であった。

### 年表
- 1889年12月15日 - 温泉郡味生村別府となる。味生村役場が置かれた。
- 1940年8月1日 - 松山市への編入により松山市別府となる。
- 1942年 - 大可賀町、別府町が設置される。
- 1967年 -  別府の一部が大可賀町3丁目に分離される。

## 小・中学校の学区
小学校
松山市立味生小学校
松山市立味生第二小学校
中学校
松山市立津田中学校

## 交通
鉄道
町内に鉄道は通過していない。最寄り駅は、伊予鉄道高浜線山西駅、西衣山駅
道路
愛媛県道22号伊予松山港線
愛媛県道219号砥部伊予松山線

## 施設
- 別府第一・第二市民運動広場

## 寺社

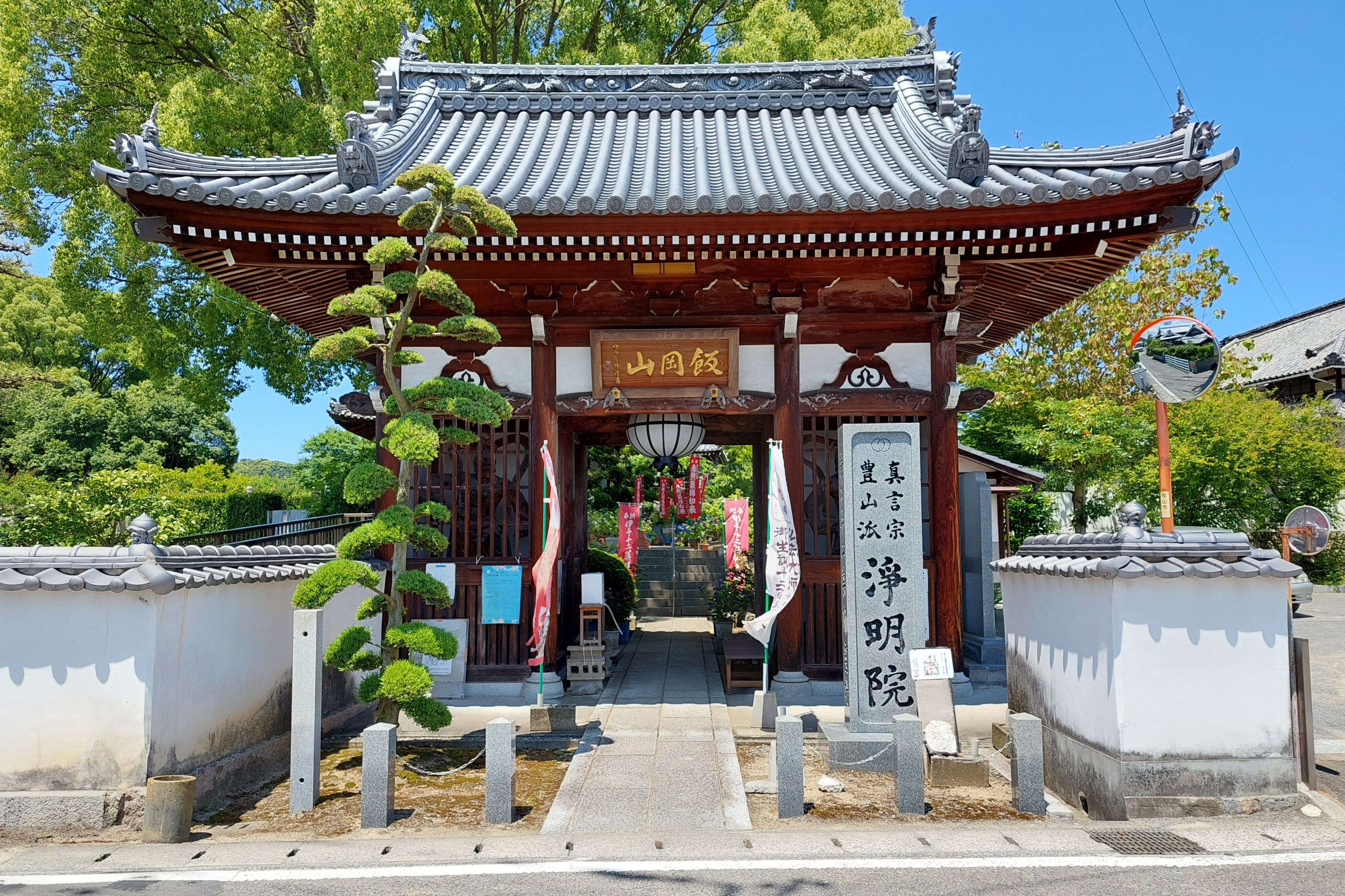
浄明院

寺院
浄明院 - 真言宗豊山派の寺院で、行基の創建と伝える。山号は、飯岡山である。伊予十二薬師の第11蕃霊場である。かつて12の支院、15の末寺を持つ大伽藍であったという。同寺所蔵の棟札によると、松山藩主松平定直が、本堂・厨子を再建したと言われる。
神社
福水神社 - 神功皇后がこの地で皇子の沐浴をし、のち村人がその神霊を福水大神と称し祭礼したと伝えられる。安産守護の神として知られる。
飯岡神社 - 社殿によると、役小角が立産之森の風光を賞賛して五穀神を祀ったのが始まりとされる。後、宮殿を建て飯岡神社と称えたという。
清水八幡神社 - 神功皇后が三韓を討ち、この地を凱旋した時、軍装の脇当を納めたことにより、脇宮八幡宮と称したという。また皇后の駐踵の際、御料の清水を奉ったことにより、後に清水八幡宮と改称したと伝えられる。